# 王承嫣
王承嫣（英語：Lilu Suan Wang，1989年11月7日—），藝名小蠻（Hsiao Man），是台灣女演員、女歌手和節目主持人。於2005年參加電視節目《我愛黑澀會》後被選中加入台灣女子組合黑Girl（前稱 黑澀會美眉）出道。2009年離開團體，單飛後以電視劇和綜藝為主。老公為藝人邵翔，2019年2月和老公邵翔自立門戶成立個人工作室「相親相愛工作室」。

## 音乐作品
- 黑糖群俠傳電視原聲帶（2008-10-03，金牌大風）

## 演出作品

### 電視劇 \ 網路劇
| 年份 | 首播頻道       | 劇名               | 角色         |
| 2007 | 民視           | 《黑糖瑪奇朵》     | 小蠻- 王欣豫 |
| 2007 | Channel [V]    | 《黑糖來了》       | 小蠻         |
| 2008 | 衛視中文台     | 《黑糖群俠傳》     | 小聾女       |
| 2010 | 公視           | 《死神少女》       | 佩佩         |
| 2010 | HiHD           | 《單數絕配》       | 喬夏         |
| 2011 | 中視           | 《料理情人夢》     | 有容         |
| 2011 | 安徽衛視、中視 | 《幸福三顆星》     | 孟曉薇       |
| 2012 | 三立都會       | 《我們發財了》     | 婷婷         |
| 2012 | 壹電視         | 《小站》           | 嘉雯         |
| 2014 | 樂視網         | 《光環之后》       | 雅雅         |
| 2015 | 民視           | 《星座愛情魔羯女》 | 徐佩文       |
| 2017 | 三立都會       | 《極品絕配》       | 孟如曦       |
| 2020 | 緯來電影       | 《男盜女很賊》     | 念念         |

### 電影
| 年份 | 類型                 | 片名                            | 角色       | 導演   |
| 2013 | 電視電影- 緯來       | 《躲貓貓》                      | 凱麗       | 胡寧遠 |
| 2013 | 網路電影             | 《BBS鄉民的正義前傳：必要之闇》 | 馮媛玉     | 林世勇 |
| 2019 | 上映電影             | 《阿虎》                        | 女主角阿桃 | 鄭倫境 |
| 2019 | 網路電影- Gagaoolala | 《帥T空姐》                     | 小何       | 周美玲 |

### 音樂錄影帶(MV)
- 楊丞琳 - 慶祝
- 中山路100號 - 我們國父

### 舞台劇
- 新神鵰瞎侶求愛攻略–又瑄
- 故事工廠《偽婚男女》-武柔

## 主持作品

### 黑Girl時期
- Channel V
  - 《我愛黑澀會》
  - 《美眉普普風》
  - 《流行 in House》
  - 《模范棒棒堂》-助教
- TVBS-G
  - 《娛樂新聞 ─ 美眉ㄅ ㄠ ˋㄅ ㄠ ˋ》
  - 《女人我最大》-外景

### 个人主持
- Yahoo《姊妹愛漂亮》
- 原住民族電視台《uninang健康站》

## 出版作品

### 書籍
- 2006年7月14日，《我愛黑澀會美眉》單曲CD+美眉秘密日記DVD+寫真書
- 2007年6月7日，美眉私密Party寫真集
- 2007年9月，黑糖瑪奇朵歡樂Party
- 2007年9月，黑糖瑪奇朵電視小說
- 2008年10月，黑糖群俠傳電視小說
- 2008年10月，黑糖群俠傳寫真秘笈
- 2010年11月12日，寫真集《萌幻想》